# Černá řeč

Nápis v černé řeči na prstenu písmem Tengwar.

Černá řeč je umělý jazyk, stvořený Johnem Ronaldem Reuelem Tolkienem pro potřeby jeho literárních děl, především Pána prstenů.
Černou řeč používají skřeti a další služebníci a poddaní Temného pána Saurona v zemi Mordor. Černá řeč vlastní písmo nemá. Nejznámější text v černé řeči, nápis na Jednom prstenu, je kupříkladu vyveden v písmu elfů, tengwaru.

## Tolkienova Černá řeč
Z černé řeči se „dochovalo“ – respektive nikdy nebylo autorem vytvořeno více než – pouze několik zlomků. Mimo pár slov a složenin je to nápis na Prstenu a věta, pronesená skřetem Grišnákhem ke skřetovi Uglúkovi.

### Text naJednom prstenu
| Originální znění Ash nazg durbatulûk Ash nazg gimbatul Ash nazg thrakatulûk agh burzum-ishi krimpatul |  | Český překlad Jeden prsten vládne všem Jeden jim všem káže Jeden všechny přivede Do temnoty sváže |

Odpovídající slova textu na prstenu a jejich překlad podle J.R.R. Tolkiena.
| Černá řeč | Čeština |
| --------- | --- |
| aš        | jeden |
| nazg      | prsten (Nazgûl – prstenové přízraky)                                                                       |
| durb-     | omezit, moc, dominance                                                                                     |
| at        | slovesná část, jako příčestí                                                                               |
| ulûk      | verbální ukončení vyjadřující třetí osobu „je“ (ul) (sic) v doplněné nebo celé formě znamená "je všechny". |
| gimb-     | hledat, objevit                                                                                            |
| thrak-    | přivést silou, čilý, stáhnout/přitáhnout                                                                   |
| agh       | a, do |
| burzum    | temnota |
| ishi      | v, uvnitř                                                                                                  |
| krimp-    | spoutat, svázat                                                                                            |

## Paralely k přirozeným jazykům
Ruský historik Alexandr Němirovskij identifikoval ergativní příponu ve slově durbatuluk, přípona -tuluk znamená „všechny“, vztahující se k podmětu spíše než k předmětu. Slovesné tvary vztahující se k předmětu jsou specifické pro ergativní jazyky. Němirovskij prohlásil „silnou lexikální podobnost“ s churritštinou (také ergativní jazyk), který se ve 20. století podařilo rozluštit právě v době psaní Pána prstenů. Byl popsán v knize E. V. Speisera Introduction to Hurrian v roce 1941.

## Vývoj po Tolkienovi
Z těchto vět byla současnými čtenáři a milovníky Tolkienova díla odvozena pravidla černé řeči, např. frekvence hlásek (na prvním místě je g, naopak chybí např. v, f) či melodie řeči.
Z těchto poznatků byla postupem času utvořena poměrně slušná slovní zásoba. Prakticky „volná ruka“ ve tvoření černé řeči pro každého laika však znamenala až propastné rozdíly mezi některými synonymy a další obdobné problémy. Tato „oblastní diferenciace“ je omlouvána tím, že i v Tolkienově světě existovala různá více či méně odlišná nářečí černé řeči.

### Slovník „česko-černořečový“
Velkou část zahraničních slovníků shrnula a do češtiny přeložila larpová skupina Tepelgurth. Výsledky této práce naleznete zde Archivováno 25. 3. 2008 na Wayback Machine..